# NGC 7792
NGC 7792 (również PGC 73066) – galaktyka spiralna (Sb), znajdująca się w gwiazdozbiorze Pegaza. Odkrył ją Édouard Jean-Marie Stephan 20 września 1873 roku.